# Gråbynke
Gråbynke (Artemisia vulgaris), også kaldet grå bynke, er en 60-120 cm høj urt, der vokser langs veje og på agerjord.

## Beskrivelse
Gråbynke er en høj flerårig urt med en stift opret vækst. Stænglerne er furede og ofte rødligt anløbne. Bladene er spredtstillede og dobbelt fjersnitdelte med lancetformede bladafsnit. Randen er hel, og oversiden er glat og mørkegrøn, mens undersiden er tæt behåret og gråhvid.
Blomstringen sker i juli-august. De bittesmå blomster er samlet i små, oprette kurve, som igen sidder i en bladbærende, endestillet og åbent forgrenet top. Kronbladene er rødlige eller gule. Frøene er ganske små.
Rodnettet består af kraftige, vandrette jordstængler, som bærer både skud og trævlerødder.
Højde x bredde og årlig tilvækst: 1 x 0,40 m (100 x 40 cm/år). Disse mål kan fx bruges til beregning af planteafstande, når arten anvendes som kulturplante.

## Voksested
Planten hører hjemme på lysåbne arealer i det meste af Europa, herunder Danmark. Pollenfund antyder, at den var blandt de først indvandrede planter efter seneste istid – i øvrigt sammen med rypelyng og havtorn. I nutiden findes den på lysåbne, dyrkede eller udyrkede arealer sammen med andre høje vildstauder: agertidsel, butbladet skræppe, gederams og stor nælde.

## Anvendelse
Hele planten lugter kraftigt af æteriske olier. Smagen er meget bitter.
På grund af indholdet af bitterstoffer (først og fremmest tanniner) har udtræk af Gråbynke været brugt som ormemiddel. I dag bruges den af og til i opskrifter på bjesk (kryddersnaps).

## Ukrudt
De mange frø og det levedygtige rodnet gør arten til et frygtet ukrudt.